# Anastrophyllum intricatum
Anastrophyllum intricatum là một loài rêu trong họ Anastrophyllaceae. Loài này được Lindenb. & Gottsche R.M. Schust. mô tả khoa học đầu tiên năm 1969.